# Akronym
Ein Akronym (von altgriechisch ἄκρος ákros, deutsch ‚Spitze, Rand‘ sowie ὄνομα ónoma, dorisch und äolisch ὄνυμα ónyma, deutsch ‚Name‘) ist ein Sonderfall der Abkürzung. Akronyme entstehen dadurch, dass Wörter oder Wortgruppen auf ihre Anfangsbestandteile gekürzt und diese zusammengefügt werden.

## Definitionen
Für den Begriff Akronym gibt es zwei konkurrierende Definitionen:
Den großen Wörterbüchern des Deutschen zufolge, z. B. Duden und das Deutsche Wörterbuch von Wahrig, ist ein Akronym ein Kurzwort, das aus den Anfangsbuchstaben mehrerer Wörter zusammengesetzt ist, wobei EDV (elektronische Datenverarbeitung) als Beispiel genannt wird. ADAC, PC und TÜV sind demnach Akronyme, da sie aus den Anfangsbuchstaben der ihnen zugrunde liegenden Ausdrücke bestehen. Keine Akronyme sind Abkürzungen wie Abk., lt., Betr. oder kpl.
In Fachlexika der Linguistik finden sich weitere Definitionen: „Aus den Anfangsbuchstaben oder -silben einer Wortgruppe oder eines Kompositums gebildete Abkürzung, die als Wort verwendet wird.“ Die Sprachwissenschaftlerin Hadumod Bußmann definiert den Begriff entsprechend. Anders als in der ersten Definition werden hier also nicht nur Anfangsbuchstaben, sondern auch (gekürzte) Anfangssilben berücksichtigt.
Bußmann unterteilt Akronyme in unterschiedliche Typen:
- Akronyme, die aus Initialen zusammengesetzt sind und ausbuchstabiert werden und mit Endbetonung ausgesprochen werden, wie WM
- Akronyme, die aus Initialen zusammengesetzt sind und sich zu einem phonetischen Wort zusammenfügen, wie AIDS
- Akronyme, deren Buchstaben silbischen Wert annehmen mit Anfangsbetonung, wie NATO
- Mischformen aus Initial- und Silbenbildung, wie Azubi oder BAföG.

## Formen des Akronyms

### Initialwort
Duden, Wahrig sowie Bußmann und Glück behandeln Initialwort als Synonym für „Akronym“. Nach Duden und Wahrig ist ein Initialwort damit eine Sonderform des Buchstabenworts (siehe unten), die sich nur aus den Anfangsbuchstaben, also den Initialen der Wörter, zusammensetzt. So steht zum Beispiel das Initialwort LASER für Light Amplification by Stimulated Emission of Radiation.
Diese Form des Akronyms wurde bereits in vorchristlicher Zeit verwendet, bekannt ist die Abkürzung SPQR für Senatus Populusque Romanus, in Gebrauch seit etwa 80 v. Chr.

### Silbenkurzwort
Nach Bußmann und Glück ist auch das Silbenkurzwort/Silbenwort ein Akronym. Das sind Abkürzungen, die aus den (gekürzten) Anfangssilben der zugrundeliegenden Ausdrücke bestehen.
- Kripo – Kriminalpolizei
- Kerko – Keramikkondensator
- Trafo – Transformator
- Elko – Elektrolytkondensator
- Stasi – Staatssicherheit

Das Silbenwort war besonders beliebt in der Amtssprache der frühen Sowjetunion (Beispiel: Komsomol für Коммунистический союз молодёжи „Kommunistische Jugendunion“). Solche Kurzformen sollten der Bekämpfung des Analphabetismus dienen (unter dem Titel ликбез (Likbez bzw. Likbes), selbst ein Silbenwort für ликвида́ция безгра́мотности „Liquidation des Analphabetismus“). 

#### Verwandte Formen
Silbenkurzworte sind verwandt mit den Kopfwörtern, zum Beispiel:
- Auto – Automobil
- Antifa – Antifaschistische Aktion
- Akku – Akkumulator

… und den Schwanzwörtern (wie Bus für Omnibus).
Eine ähnliche Kurzwortform (das Kunstwort) wird aus dem Anfang mehrerer Wörter gebildet. Hier werden oft Zusammensetzungen genutzt, die gut zu sprechen sind, zum Beispiel:
- Haribo – Hans Riegel Bonn
- Adidas – Adolf „Adi“ Dassler
- Unimog – Universal-Motor-Gerät
- Chipitts – Chicago und Pittsburgh

Eine weitere Ähnlichkeit weisen Kofferwörter auf.

### Mischformen aus Initial- und Silbenbildung
Mischformen aus Initial- und Silbenbildung sind zum Beispiel:
- Azubi – Auszubildender
- BAföG – Bundesausbildungsförderungsgesetz
- Bufdi – Bundesfreiwilligendienstler

Es können auch Namen als Grundlage für Akronyme eingesetzt werden:
- Alwegbahn –  nach Axel Lennart Wenner-Gren benannt (Eine Assoziation mit „alle Wege“ war durchaus beabsichtigt.[7])

## Spezielle Formen des Akronyms

### Apronym
Als Apronym bezeichnet man ein Akronym, das ein bereits existierendes Wort ergibt. Das bedeutet, dass potenziell jedes Wort ein Apronym werden kann, wenn die einzelnen Buchstaben als Anfangsbuchstaben einer Phrase stehen können. Die meisten Apronyme haben einen gewollten Bezug zu der Sache, die sie bezeichnen. Beispiele:
- ΙΧΘΥΣ (‚Fisch‘) – Ἰησοῦς Χριστός Θεοῦ Υἱός Σωτήρ (‚Jesus Christus, Sohn Gottes, Erlöser‘), ein bereits im 2. Jahrhundert verwendetes griechisches Apronym.
- BIOS – Basic Input Output System, Firmware eines Computers, die den Start des Betriebssystems ermöglicht – und dem Computer dabei sozusagen Leben (altgriechisch βίος bios) einhaucht.
- ELSTER – ELektronische STeuer-ERklärung – die Elster erscheint in der Volkssage als „diebischer“ Rabenvogel, der glitzernde Wertsachen an sich bringt und in Teilen Europas als Unheilsbote gilt.
- TRUDE – Tief Runter Unter Die Elbe – eine Tunnelbohrmaschine für die Erweiterung des neuen Elbtunnels in Hamburg.

Apronyme dienen oft als Namen für EU-Förderprogramme oder US-amerikanische Gesetze:
- ERASMUS – European community action scheme for the mobility of university students
- LEADER – Liaison entre actions de développement de l’économie rurale
- USA PATRIOT Act – Uniting and Strengthening America by Providing Appropriate Tools Required to Intercept and Obstruct Terrorism.

Nicht immer passen Anfangsbuchstaben als geeignete Buchstaben. In solchen Fällen werden auch Buchstaben aus Wortmitten herangezogen, um ein Apronym zu finden, beispielsweise beim EU-Forschungsprojekt BADGER. Badger ist das englische Wort für „Dachs“ und steht als passendes Apronym für roBot for Autonomous unDerGround trenchless opERations, mapping and navigation für den Bau eines autonom agierenden Tunnelbauroboters mit Betonmörtel-Verarbeitung durch einen 3D-Drucker.

### Backronym
Als Backronym [ˈbækɹənɪm] („Rückwärts-Apronym“) bezeichnet man Wörter, die erst nachträglich die (oft scherzhafte) Bedeutung einer Abkürzung erhalten haben. Beispiele:
- Ehe – scherzhaft: lateinisch Errare humanum est ‚Irren ist menschlich‘
- Team – scherzhaft: Toll, ein anderer macht’s
- Drag – ursprünglich vermutlich von langen Rockteilen, die am Boden schleiften; der Begriff verweist heute sowohl auf Dressed as a girl (vgl. Dragqueen) als auch auf Dressed as a guy (vgl. Dragking).

### Mehrschichtiges Akronym
Ein Akronym kann mehrschichtig (verschachtelt) sein. Ein Beispiel ist BDSM: B&D, D&S, S&M stehen für Bondage & Discipline, Dominance & Submission, Sadism & Masochism.

### Rekursives Akronym
Als rekursives Akronym werden initiale Abkürzungen bezeichnet, die in ihrer Explikation paradoxerweise selbst enthalten sind und damit eine Rekursion aufweisen. Verwendung finden rekursive Akronyme insbesondere in Namensgebungen von Projekten der freien Software. Beispiele:
- GNU – GNU’s Not UNIX
- PHP – PHP: Hypertext Preprocessor
- Wine – Wine Is Not an Emulator
- XNA – XNA’s Not Acronymed

## Den Akronymen ähnliche Wortformen
Es gibt verschiedene Wortformen, die den Akronymen ähneln, ohne dass sie einer der beiden angegebenen Definitionen genügen.

### Buchstabenwort/Buchstabenkurzwort
Ein Buchstabenwort oder Buchstabenkurzwort ähnelt dem Initialwort, setzt sich aber aus beliebigen Einzelbuchstaben der Vollform der Wörter zusammen: zum Beispiel DAX als Abkürzung für Deutscher Aktienindex, wo der letzte Buchstabe des gekürzten Ausgangswortes berücksichtigt ist.

## Schreibweise
Die Schreibweise von Akronymen besteht im Deutschen meist aus einer Aneinanderreihung von Groß- und Kleinbuchstaben, entsprechend der Schreibung der vollen Form, im Englischen dagegen meist nur aus Großbuchstaben. Bei Akronymen, die wie ein Wort ausgesprochen werden, hat sich aber im Lauf der Zeit auch eine Schreibweise entwickelt, die derjenigen normaler Substantive gleicht (z. B. Radar, Laser, Aids, Nato (aber auch: NATO), Unicef (aber auch: UNICEF)). Da Akronyme ohne Punkt geschrieben werden, ist in solchen Fällen weder durch die Aussprache noch durch das Schriftbild erkennbar, dass es sich ursprünglich um ein Kunstwort handelt.

## Akronyme in der Astronomie
In der Astronomie werden die Kürzel, welche für einen astronomischen Katalog stehen, Akronym genannt. Beispielsweise „HR“ für den Bright-Star-Katalog.
Die Angabe eines Katalogeintrags besteht aus dem Akronym und weiteren, katalogspezifischen Schriftzeichen, welche den Datensatz identifizieren. So bezeichnet HD 124897, bestehend aus dem Akronym HD und einer Nummer, den Eintrag zum Stern Arktur im Henry-Draper-Katalog.

## Akronyme in der Medizin
Das erste medizinische Akronym war im Sinne eines Tabuisierungs-Phänomens die im Spätmittelalter zu Patursa kontrahierte lateinische Bezeichnung Passio turpis saturnina („Schimpfliches, durch den Wandelstern Saturn hervorgerufenes Leiden“) zur Benennung der Syphilis. In den 1980er Jahren wurde die Abkürzung A. I. D. S. (für englisch acquired immune deficiency syndrome „erworbenes Immunschwächesyndrom“, deutsch auch „Akquiriertes Immun-Defizienz-Syndrom“) zum Akronym AIDS.

## Akronyme in Internetforen oder Chats
Im Internet werden Akronyme häufig verwendet, um eine Handlung oder eine Gemütslage auszudrücken. Die meisten dieser Chat-Akronyme sind aus der englischen Sprache übernommen:
- LOL – Laughing Out Loud wird verwendet, wenn der Chatter lachen muss.
- ROFL – Rolling On [the] Floor Laughing wird als Steigerung dessen verwendet, in dem Fall kann sich der Chatter vor Lachen kaum noch halten.
- AFK – Away From Keyboard wird verwendet, um eine vorübergehende Abwesenheit mitzuteilen.
- IMHO – In My Humble/Honest Opinion wird verwendet im Sinne von „meiner bescheidenen Meinung nach“.
- AFAIK – As Far As I Know wird verwendet im Sinne von „soweit ich weiß“.

Begriffe wie „cu“ oder „l8r“ sind keine Akronyme, sondern homophone Abkürzungen, das heißt, sie klingen gelesen wie der auszudrückende Satz (see you oder later), sind aber keine Initialworte.

## Akronyme auf Webseiten
Um auf Webseiten Wörter als Abkürzungen zu markieren, stehen die zwei HTML-Elemente abbr (von englisch abbreviation ‚Abkürzung‘) und acronym zur Verfügung. Screenreader erkennen diese Elemente. Sie brauchen also nicht mehr zu „raten“, ob es sich bei einem Wort um eine Abkürzung handelt, sondern passen die Aussprache entsprechend an. Beiden Elementen kann zugewiesen werden, wofür die Abkürzung steht. Das kann dann von einem Vorleseprogramm (engl. screen reader) anstelle der Kurzform wiedergegeben werden. Die Wahl zwischen abbr und acronym gibt dem Programm einen Hinweis darauf, ob die Abkürzung als Wort – acronym – oder in einzelnen Buchstaben – abbr – vorgelesen werden sollte.
Vom World Wide Web Consortium wird empfohlen, vorrangig abbr zu benutzen. Diese Vereinfachung geht allerdings auf Kosten der Barrierefreiheit. Akronyme, die eigentlich als Wort gesprochen werden sollten, werden nicht mehr als solche erkannt.

### Anwendungsbeispiele
Die Abkürzungen werden mittels Start- und End-Tags als Elemente ausgezeichnet. Mit dem title-Attribut wird die Bedeutung angegeben. Für Vorleseprogramme, die nicht darauf eingestellt sind, die Bedeutung vorzulesen, spielt die Wahl des Elements eine Rolle.
```
<
abbr
 
title
=
"Hypertext Markup Language"
>
HTML
</
abbr
>

```

Der Rechner liest „Haa Tee Emm El“ vor.
```
<
acronym
 
title
=
"National Aeronautics and Space Administration"
>
NASA
</
acronym
>

```

Durch die Auszeichnung als acronym liest der Screenreader „Nasa“ und nicht „Enn Aa Ess Aa“ vor.

## Besondere Aspekte der Verwendung von Akronymen
Generell gilt, dass Kurzwörter, also auch Akronyme, bedeutungsgleich mit den Ausdrücken verwendet werden, die ihnen zugrunde liegen (= Vollformen). Abweichend davon kann der Plural auch mit -s gebildet werden. Auch die Wortbildung eröffnet bei Akronymen besondere Möglichkeiten: So kann man eine -ler-Ableitung bilden, die bei der Vollform nicht möglich ist: SPDler.
Das Prinzip der Gleichwertigkeit von Vollform und Akronym hinsichtlich ihrer Bedeutung setzt jedoch voraus, dass dem Verwender die Vollform auch bekannt ist. Wenn das nicht der Fall ist, kann es zu Bedeutungswandel und Lexikalisierung kommen. Lexikalisierungstendenzen zeigen sich zum Beispiel bei der Bezeichnung BAföG, das meist als monetäre Leistung und nicht länger als das dahinter stehende Bundesausbildungsförderungsgesetz verstanden wird.
Ähnlich verläuft es bei der SMS: SMS bedeutet Short Message Services und beschreibt den Dienst, der das Versenden von Kurzmitteilungen ermöglicht. Die Nachricht selbst wäre also eher eine SM (oder „Kurznachricht“). Trotzdem hat es sich eingebürgert, als SMS die Nachricht zu bezeichnen, zumal die korrekte Abkürzung (SM) im allgemeinen Sprachgebrauch schon vergeben ist.

### Redundantes Akronym
Es gibt Kritiker, die Wortbildungen wie LCD-Display ablehnen, da das „D“ in der Abkürzung bereits für Display steht (Liquid Crystal Display). Ähnlich verhält es sich mit:
- HIV-Virus – HIV = Humanes Immundefizienz-Virus
- IGeL-Leistung – IGeL = Individuelle Gesundheitsleistung
- ABM-Maßnahme – ABM = Arbeitsbeschaffungsmaßnahme
- ASCII-Code – ASCII = American Standard Code for Information Interchange, hier findet eine Doppelung eines Buchstabens in der Mitte statt.

Im deutschen Handelsrecht wird aus diesem Grund eine GmbH (Gesellschaft mit beschränkter Haftung) als mbH bezeichnet, wenn sich der Begriff „Gesellschaft“ bereits im Eigennamen des Unternehmens befindet (z. B. Württembergische Eisenbahn-Gesellschaft mbH).
Im Englischen wird diese Redundanz selbstreferenziell als „RAS-Syndrom“ (Redundantes-Akronym-Syndrom-Syndrom) bezeichnet. Diese Verdopplungen können rhetorisch als Tautologie (als Aussage) beziehungsweise als Pleonasmus (als Ausdruck) gesehen werden.
DIN-Norm (Deutsches Institut für Normung) wird oft fälschlicherweise für ein redundantes Akronym gehalten, da die Abkürzung „DIN“ früher für „Deutsche Industrie-Norm“ stand.